# Australia First Party
Australia First Party (AFP) er et mindre politisk parti i Australien. Deres politik er generelt nationalistisk og mod immigration, og multikulturalisme.. Partiet er ikke registreret som parti, det har ingen pladser i parlamentet og har ikke deltaget i et parlamentsvalg siden 1998. Partiet prøver i øjeblikket at blive registreret og få retten til at stille op til det næste parlamentsvalg.

## Historie
AFP blev dannet i 1996 af Graeme Campbell som var medlem af det Australske Arbejder Parti, ALP. Campbell håbede på at se AFP blive et seriøst politisk parti, og trak på en populær holdning der var mod ALP og det liberale parti. 
I 2002 dannede AFP Patriotic Youth League (PYO). Deres hjemmeside siger, at partiet samarbejder med det engelske British National Party, en højreorienteret politisk gruppe.